# Andrija Hebrang (otec)
Andrija Hebrang (22. října 1899, Bačevac, Rakousko-Uhersko – 11. června 1949, Maruševac, Jugoslávie) byl chorvatský a jugoslávský komunistický politik a partyzán. Byl 4. sekretářem Ústředního výboru Svazu komunistů Chorvatska a ministrem průmyslu.

## Biografie

### Studium a první světová válka
Andrija se narodil ve vesnici Bačevac (dnes součást města Gradina) do rodiny Andrije Hebranga a matky Cecilije. V roce 1912 nastoupil do obchodní školy v Szent Lorencu u Pécsi.
Během první světové války byl umístěn v Osijeku k dělostřeleckému pluku a poté do Záhřebu. Nakonec byl převele na frontu k Gorizii v Itálii, kde zůstal až do konce války. V roce 1919 vstoupil do komunistické strany. Po jistou dobu sloužil v jugoslávské armádě i po válce. V roce 1919 sloužil opět v Osijeku a od roku 1921 byl u Moravského dělostřeleckého pluku, kde byl poprvé odsouzen za neposlušnost vůči uniformovaným osobám.

### Činnost v komunistické straně
V roce 1923 se přestěhoval do Záhřebu. O rok později byl zatčen za účast na protivládních protestech, které iniciovali odboráři. Mezitím si ale získával stále pevnější pozici v komunistické straně.
V roce 1928 byl s několika dalšími odhalen a zatčen za činnost pro komunistickou stranu. Nelegálně se tehdy pokoušel přejít jugoslávsko-rakouskou hranici ve snaze odcestovat na jednání do Moskvy. Následně byl převezen do Bělehradu, kde s ním byl uskutečněn soudní proces. V něm Hebrang přiznal, že je komunista, nicméně zatajil členství v komunistické straně. Nakonec byl odsouzen na trest odnětí svobody na 12 let, které si měl odpykat ve věznici v Lepoglavě a ve Sremské Mitrovici. Propuštěn na svobodu byl v roce 1941, kdy se stal členem Ústředního výboru Komunistické strany Chorvatska. V roce 1944 byl z funkce po osvobození Bělehradu odvolán a převelen do jugoslávské metropole.

### Partyzán a politik

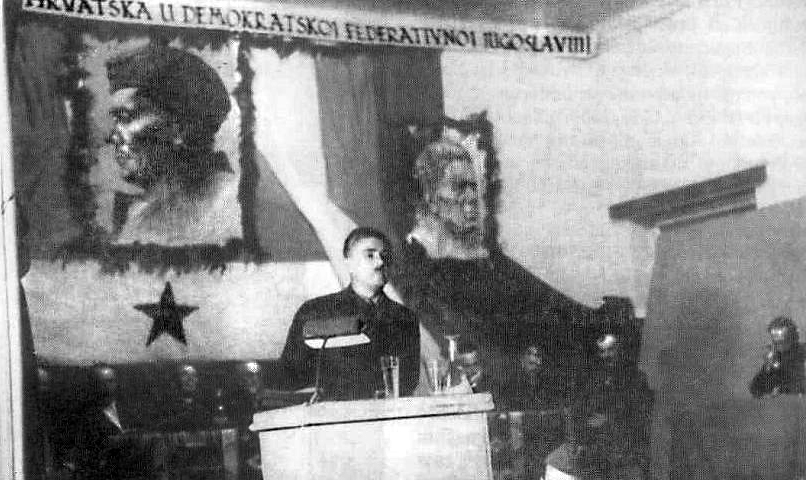
Hebrang na zasedání ZAVNOH v roce 1944.

O rok později byl během druhé světové války, která vypukla na Balkáně v roce 1941, zatčen Ustašovci a poslán do koncentračního tábora Stara Gradiška. Z vězení se dostal při výměně zajatců. Poté se zapojil do protifašistického boje a stal se členem ZAVNOHu, Antifašistické rady národního osvobození Chorvatska. Prosazoval, aby Chorvatsko získalo jako republika Jugoslávie některá území, která byla předmětem mezinárodních sporů, např. Istrie a Dalmácie. Inicioval také připojení Baranje k Chorvatsku. Hebrangovy kroky vyvolaly kritiku Josipa Broze Tita.
Byl členem AVNOJe a místopředsedou ZAVNOHu.
Po skončení války získal Hebrang řadu významných vedoucích postů v zemi. Na základě dohody mezi Titem a Šubašićem byla ustanovena první poválečná vláda, v níž se stal ministrem průmyslu. V rámci této pozice byl také předsedou Svazové plánovací komise, která připravovala přechod Jugoslávie na plánované hospodářství. V jeho pravomoci bylo připravovat první pětiletý plán. Příprava plánu však byla problematická a opět došlo do ideového střetu mezi Hebrangem a Titem; následně byl Hebrang odvolán z politbyra ÚV KSJ dne 24. dubna 1946. Sám Hebrang odmítal výstavbu Dálnice Bratrství a jednoty, která by spojila hlavní centra země, stejně jako chtěl nechat odložit výstavbu kanálu Dunaj, Tisa, Dunaj.

### Konec politické kariéry
Po roztržce mezi Titem a Stalinem v roce 1948 byl nicméně považován za možného Stalinova trojského koně a případného nástupce Tita. Následně byl obviněn ze špionáže pro SSSR. Jugoslávské komunistické vedení se chtělo Hebranga zbavit již dlouhodobě; jednak panoval dlouhodobý ideový spor mezi Hebrangem a Titem, jednak byl Hebrang orientován více pro-chorvatsky, než projugoslávsky. Srbští nacionalisté vnímali jeho ekonomickou politiku, kterou realizoval prostřednictvím Svazové plánovací komise jako protisrbskou. Kromě Hebranga byl politicky likvidován také Sreten Žujović. Během vyšetřování případu Hebrang požadovali zástupci SSSR, aby mohli být přítomni při vyšetřování, což jugoslávští komunisté odmítli. Zatkla jej UDBA; jeho rodina byla umístěna do domácího vězení. Sám Hebrang zmizel za nejasných okolností. Podle oficiální zprávy byl zavražděn, podle některých historiků spáchal sebevraždu.[zdroj?]
V roce 1992 jej Sabor (parlament) Chorvatska rehabilitoval.